# Agnieszka Kąkolewska
Agnieszka Kąkolewska, coniugata Korneluk (Poznań, 17 ottobre 1994), è una pallavolista polacca, centrale del Fenerbahçe.

## Biografia
Nel giugno 2022 si sposa assumendo il cognome Korneluk.

## Carriera

### Club
La carriera di Agnieszka Kąkolewska inizia nell'Energetyk Poznań, club della sua città natale col quale gioca a livello giovanile. Nel 2010 entra a far parte della squadra federale dello SMS PZPS Sosnowiec, giocandovi per tre annate.
Nella stagione 2013-14 fa il proprio esordio nella pallavolo professionistica, giocando la Liga Siatkówki Kobiet con la maglia dell'Impel di Breslavia, dove resta per quattro annate prima di accasarsi per il campionato 2017-18 al Budowlani Łódź, sempre nella massima divisione polacca, con cui si aggiudica la Supercoppa e la Coppa nazionale.
Per il campionato 2018-19 viene ingaggiata dal club italiano del Casalmaggiore, in Serie A1, mentre in quello successivo è alla Savino Del Bene, sempre nella Massima divisione del campionato.
Rientra in patria nell'estate 2020 per disputare la Liga Siatkówki Kobiet 2020-21 con la maglia del Chemik Police; con il club biancoblu, nell'arco di quattro stagioni, conquista tre campionati, due coppe nazionale e una Supercoppa polacca. Milita nel massimo campionato polacco anche nella stagione 2024-25, difendendo i colori del Developres Rzeszów, con cui vince ancora una Coppa di Polonia e uno scudetto, mentre nella stagione seguente è nuovamente all'estero, questa volta disputando la Sultanlar Ligi con il Fenerbahçe.

### Nazionale
Nel 2012 viene convocata per la prima volta nella nazionale polacca, esordendo in occasione del World Grand Prix; con la selezione biancorossa nel 2015 vince la medaglia d'argento ai I Giochi europei. Nel 2023 conquista la medaglia di bronzo alla Volleyball Nations League, ottenuta anche nelle edizioni 2024 e 2025, dove è premiata, in queste ultime due occassioni, come miglior centrale.

## Palmarès

### Club
- Campionato polacco: 4

2020-21, 2021-22, 2023-24, 2024-25
- Coppa di Polonia: 4

2017-18, 2020-21, 2022-23, 2024-25
- Supercoppa polacca: 2

2017, 2023

### Nazionale (competizioni minori)
- Giochi europei 2015
- Montreux Volley Masters 2019

### Premi individuali
- 2017 - Supercoppa polacca: MVP
- 2018 - Montreux Volley Masters: MVP della Polonia
- 2019 - Montreux Volley Masters: Miglior centrale
- 2019 - Campionato europeo 2019: Miglior centrale
- 2024 - Volleyball Nations League: Miglior centrale
- 2025 - Volleyball Nations League: Miglior centrale